# Augsburger Reichsmünzordnung von 1551

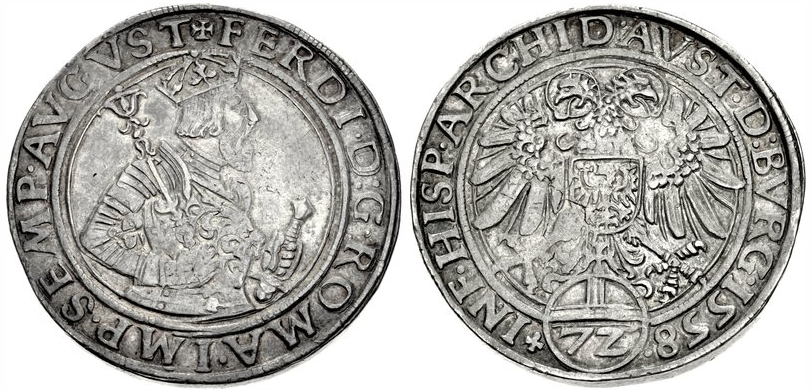
Reichsguldener Ferdinands I. zu 72 Kreuzern von 1558. Umschrift: FERDI(nandus) D(ei) G(ratia) ROMA(norum) IMP(erator) SEMP(er) AVGVST(us) // INF(ans) HISP(aniarum) ARCHID(dux) AUST(riae) D(ux) BVRG(undiae) 1558 (Silber; Durchmesser 39 mm; 31,16 g)

Die Augsburger Reichsmünzordnung von 1551 des Augsburger Reichsabschiedes vom 14. Februar 1551 ließ Kaiser Karl V. (1519–1556; † 1558) am 28. Juli des gleichen Jahres verkünden. Die vorherige Esslinger Reichsmünzordnung von 1524 wurde fast völlig verändert. Das größte Nominal war der Reichsguldener zu 72 Kreuzern, neben dem der sächsische Guldengroschen im Wert von 68 Kreuzern zugelassen war.

## Geschichte
Die neue Reichsmünzordnung orientierte sich auf die Kreuzerwährung und unterteilte den Taler (Reichsguldener) in 72 Kreuzer. Dem silberreichen Sachsen wollte man die Groschenwährung lassen, wenn es sich nach der kaiserlichen Kreuzerwährung richte und den Groschen zu drei Kreuzern und den Kreuzer zu vier Pfennigen gerechnet bewerte. Allen Münzständen war es nicht mehr gestattet, halbe und Ortstaler zu prägen, es sei denn, sie hatten Bergwerke im eigenen Land.
Der rheinische Goldgulden sollte 181⁄2 karätig und zu 921⁄3 Stück aus der feinen Mark Goldes ausgebracht werden. Der neue silberne Reichsgulden sollte dem rheinischen Goldgulden gleichwertig sein und auch 72 Kreuzer gelten.
Auf der einen Seite soll der Doppeladler mit Reichsapfel, in dem die Wertziffer in Kreuzer angegeben ist, vorhanden sein. Auf der Gegenseite soll das Wappen des Münzherrn oder Münzstandes mit gewöhnlicher Umschrift und der Jahreszahl angegeben sein.
Das Anliegen der Reichsmünzordnung war es für das ganze Reich einen einheitlichen Münzfuß zu schaffen und dessen Einhaltung nach der Probationsordnung durch den Kreisprobationstag mit Hilfe der Fahrbüchse exakt zu kontrollieren.
Kaiser Ferdinand I. (1531 römischer König, 1558–1564(61) Kaiser) ließ die Talermünzen (Reichsguldener) allein und nur kurzzeitig in nennenswerter Menge prägen. Die silberreichen Kurfürsten Moritz und sein Nachfolger August von Sachsen nahmen diesen Münzfuß nicht an. Die Reichsfürsten waren nicht gewillt, im Interesse einer Stärkung der Zentralgewalt auf ihre „deutsche Liberalität“ zu verzichten. Markgraf Albrecht von Brandenburg stellte provokatorisch fest: „Also wird der Kur- und Fürsten ihr Bildnis auf die Münze zu schlagen verboten.“ Kurfürst August ließ am 27. September 1558 eine eigene kursächsische Münzordnung verkünden.

## Münzsorten
(nach Walther Haupt)
| Münznominal                        | Raugewicht (g) | Feinsilbergewicht (g) | Feingehalt (0/00) |
| ---------------------------------- | -------------- | --------------------- | ----------------- |
| Reichsguldener zu 72 Kreuzern      | 31,5           | 27,65                 | 881,9             |
| Halbguldener zu 36 Kreuzern        | 15,66          | 13,83                 | 881,9             |
| 20-Kreuzer                         | 8,65           | 7,6                   | 881,9             |
| 12-Kreuzer                         | 5,19           | 4,58                  | 881,9             |
| 10-Kreuzer                         | 4,325          | 3,78                  | 881,9             |
| 6-Kreuzer                          | 2,59           | 2,3                   | 881,9             |
| Groschen (1⁄24 Gulden = 3 Kreuzer) | 2,485          | 1,0                   | 454,8             |
| Kreuzer (1⁄72 Gulden)              | 0,985          | 0,371                 | 378               |

Der Reichsguldener zu 72 Kreuzern ist eine Talermünze und wird auch als silberner Reichsgulden und Guldiner bezeichnet.